# Martigné-Ferchaud
Martigné-Ferchaud (en bretó Mazhinieg-Houarnruz, en gal·ló Marteinyaé-Fèrchaud) és un municipi francès, situat a la regió de Bretanya, al departament d'Ille i Vilaine. L'any 2006 tenia 2.568 habitants.

## Demografia
| 1962                                       | 1968  | 1975  | 1982  | 1990  | 1999  |
| ------------------------------------------ | ----- | ----- | ----- | ----- | ----- |
| 3.168                                      | 3.227 | 3.285 | 3.150 | 2.920 | 2.634 |
| Des de 1962: població sense dobles comptes |       |       |       |       |       |

## Administració
| Període   | Identitat                           | Partit |
| --------- | ----------------------------------- | ------ |
| 1945-1967 | Paul Prime                          |        |
| 1967-1977 | Ivan-Bernard de Fontaine de Resbecq |        |
| 1977-1989 | Michel Charton                      |        |
| 1989-2001 | Guy Martin                          |        |
| 2001-2008 | Michel Raison                       |        |
| 2008-     | Pierre Jégu                         |        |